# Assedio di Petropavlovsk
L'assedio di Petropavlovsk fu la principale operazione militare della guerra di Crimea nel teatro dell'Oceano Pacifico

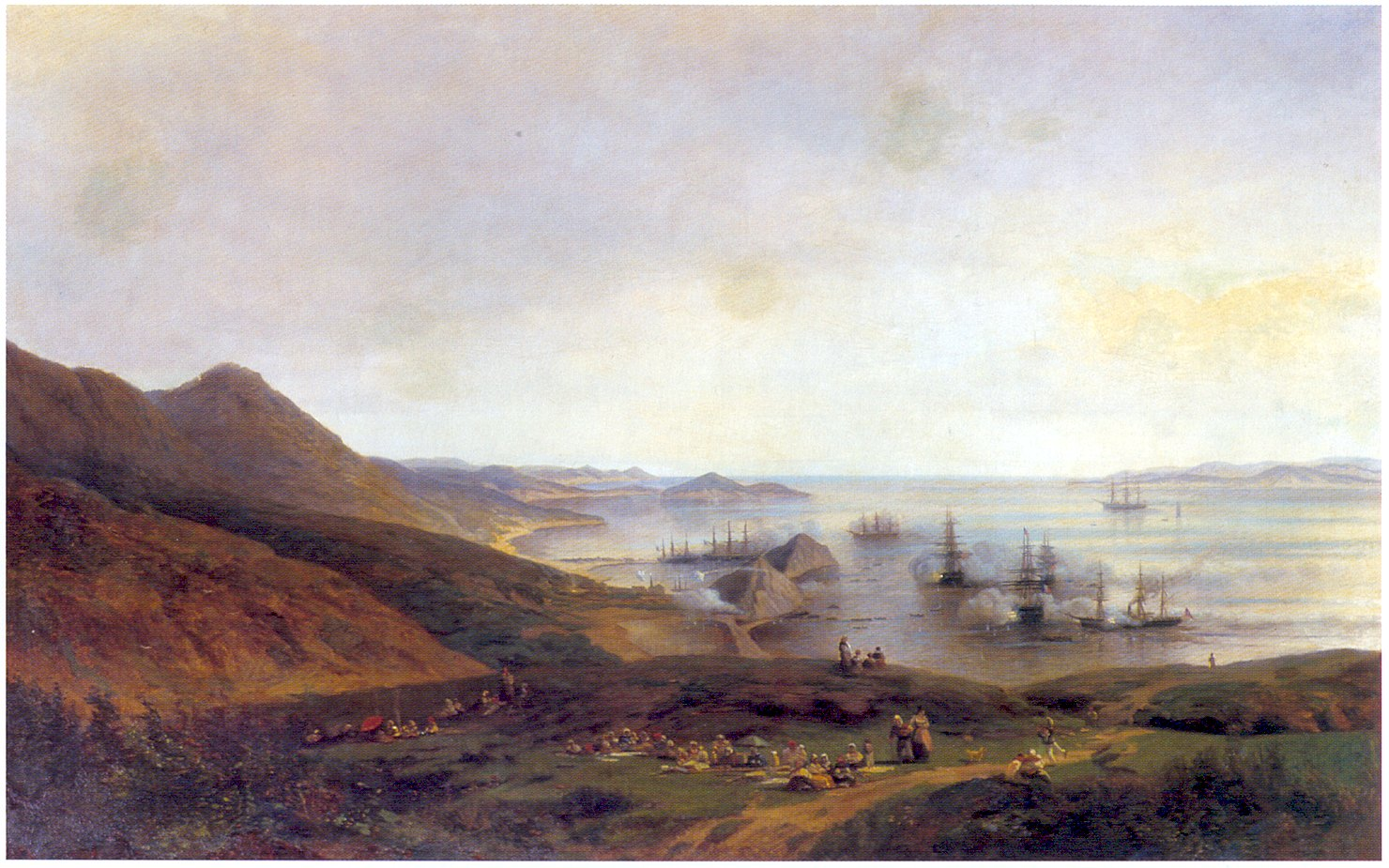
Assedio di Petropavlovsk

L'assedio iniziò il 18 agosto 1854 quando uno squadrone alleato di tre fregate inglesi e francesi, una corvetta, un brigantino e una nave a vapore gettarono l'ancora nella baia dell'Avača. Lo squadrone era sotto al comando congiunto dei contrammiragli David Price e Fevrier de Point e disponeva complessivamente di 218 cannoni. I difensori della città ammontavano a circa 1000 uomini (compresi i volontari della popolazione locale) e disponevano di 68 cannoni (39 di una unità di artiglieria costiera) e 29 di due navi da guerra stazionate in Petropavlovsk.
Il 20 agosto gli alleati sbarcarono 600 uomini a sud della città, ma questi vennero affrontati da 230 uomini della guarnigione, che dopo intensi combattimenti li forzarono a ritirarsi. Il 24 agosto circa 970 uomini delle truppe alleate sbarcarono a occidente di Petropavlovsk, ma furono similmente respinti da 360 russi. Tre giorni dopo, il 28 agosto lo squadrone lasciò le acque russe. Le perdite russe furono stimate a circa un centinaio di uomini, quelle alleate a circa 500.
Nell'aprile 1855, Nikolaj Nikolaevič Murav'ëv-Amurskij, consapevole dell'insufficienza delle truppe e delle armi disponibili a respingere un ulteriore attacco alla città ordinò di evacuare la guarnigione.
I difensori della città ricevettero una medaglia "In memoria della guerra del 1853-1854" con il diritto di indossarla con il nastro di San Giorgio.